# Отока (Босанска Крупа)
Отока је насељено мјесто у Босни и Херцеговини које је међуентитетском линијом подијељено између општине Босанска Крупа која припада Федерацији БиХ и  општине Крупа на Уни која припада Републици Српској. Према попису становништва из 2013. у насељу је живио 3.221 становник.

## Положај
Удаљена је 11 km од Босанске Крупе, 23 km од Бужима и 22 km од Новог Града. Насеље је смјештено на обје обале ријеке Уне и двадесет и четири аде (ријечна острва), а два дијела Отоке повезана су челичним мостом изграђеним 1920. године.

## Становништво
| Националност       | 1991.          | 1981.          | 1971.          |
| Муслимани          | 3.803 (93,60%) | 3.024 (93,50%) | 2.930 (90,96%) |
| Срби               | 151 (3,71%)    | 140 (4,32%)    | 211 (6,55%)    |
| Југословени        | 52 (1,27%)     | 47 (1,45%)     | 28 (0,86%)     |
| Хрвати             | 13 (0,31%)     | 18 (0,55%)     | 27 (0,83%)     |
| остали и непознато | 44 (1,08%)     | 5 (0,15%)      | 25 (0,77%)     |
| Укупно             | 4.063          | 3.234          | 3.221          |

| Демографија | Демографија | Демографија |
| Година      | Становника  | Становника  |
| ----------- | ----------- | ----------- |
| 1948.       | 1.736       |             |
| 1953.       | 2.125       |             |
| 1961.       | 2.679       |             |
| 1971.       | 3.221       |             |
| 1981.       | 3.234       |             |
| 1991.       | 3.997       |             |
| 2013.       | 3.221       |             |

## Извор
- Књига: „Национални састав становништва — Резултати за Републику по општинама и насељеним мјестима 1991.", статистички билтен бр. 234, Издање Државног завода за статистику Републике Босне и Херцеговине, Сарајево.